# The Roar of the Greasepaint – The Smell of the Crowd
The Roar of the Greasepaint – The Smell of the Crowd es un musical con letras y música compuestas por Leslie Bricusse y Anthony Newley. El título de la obra es una transposición de la frase "the smell of the greasepaint, the roar of the crowd", refiriendo a la experiencia de intérpretes de teatro.
El musical es conocido por la interpretación de las canciones "Who Can I Turn To?", "Feeling Good" y "The Joker", la cual tuvo una versión más exitosa por Bobby Rydell.
Es de hacer notar que otra de sus canciones, "A Wonderful Day Like Today", fue usada entre 1968 y 2008 como base para el tema principal de apertura del concurso de belleza Miss Venezuela.

## Premios y nombramientos

### Producción de Broadway original
| Año  | Premio                   | Categoría                           | Candidato                        | Resultado |
| ---- | ------------------------ | ----------------------------------- | -------------------------------- | --------- |
| 1965 | Premios Tony             | Mejor productor                     | David Merrick                    |           |
| 1965 | Premios Tony             | Mejor banda sonora original         | Anthony Newley y Leslie Bricusse |           |
| 1965 | Premios Tony             | Mejor actor principal en un musical | Cyril Ritchard                   |           |
| 1965 | Premios Tony             | mejor dirección en un musical       | Anthony Newley                   |           |
| 1965 | Premios Tony             | Mejor diseño escénico               | Sean Kenny                       |           |
| 1965 | Premios Tony             | Mejor diseño de vestuario           | Freddy Wittop                    |           |
| 1965 | Premio Mundial de Teatro | Premio Mundial de Teatro            | Joyce Jillson                    |           |